# Chungmu-dong, Busan
Chungmu-dong (koreanska: 충무동) är en stadsdel i staden Busan, i den sydöstra delen av Sydkorea, 300 km sydost om huvudstaden Seoul. Den ligger i stadsdistriktet Seo-gu.